# Un cavallo per il cow boy
Un cavallo per il cow boy (A Cowboy Needs a Horse) è un film del 1956 diretto da Bill Justice. È un cortometraggio animato, prodotto dalla Walt Disney Productions e uscito negli Stati Uniti il 6 novembre 1956, distribuito dalla Buena Vista Distribution.